# العلاقات الغرينادية الهايتية
العلاقات الغرينادية الهايتية هي العلاقات الثنائية التي تجمع بين غرينادا وهايتي.

## مقارنة بين البلدين
هذه مقارنة عامة ومرجعية للدولتين:
| وجه المقارنة                                              | غرينادا                                | هايتي                                |
| --------------------------------------------------------- | -------------------------------------- | ------------------------------------ |
| المساحة (كم2)                                             | 348                                    | 27.75 ألف                            |
| عدد السكان (نسمة)                                         | 107.83 ألف                             | 10.98 مليون                          |
| الكثافة السكانية (ن./كم²)                                 | 30.99 ألف                              | 395.68                               |
| العاصمة                                                   | سانت جورجز                             | بورت أو برانس                        |
| اللغة الرسمية                                             | لغة إنجليزية، إنكليزية غرنادة المولدة ‏ | لغة فرنسية، اللغة الكريولية الهايتية |
| العملة                                                    | دولار شرق الكاريبي                     | جوردة هايتية                         |
| الناتج المحلي الإجمالي (بليون دولار)                      | 1.12 مليار                             | 8.41 مليار                           |
| الناتج المحلي الإجمالي (تعادل القوة الشرائية) بليون دولار | 1.45 مليار                             | 18.82 مليار                          |
| الناتج المحلي الإجمالي الاسمي للفرد دولار أمريكي          | 9.21 ألف                               | 818                                  |
| الناتج المحلي الإجمالي للفرد دولار أمريكي                 | 12.43 ألف                              | 1.73 ألف                             |
| مؤشر التنمية البشرية                                      | 0.750                                  | 0.483                                |
| رمز المكالمات الدولي                                      | +1473                                  | +509                                 |
| رمز الإنترنت                                              | .gd                                    | .ht                                  |
| المنطقة الزمنية                                           | 00                                     | 00                                   |

## منظمات دولية مشتركة
يشترك البلدان في عضوية مجموعة من المنظمات الدولية، منها:
| علم المنظمة | اسم المنظمة                                                          | تاريخ انضمام غرينادا | تاريخ انضمام هايتي |
| ----------- | -------------------------------------------------------------------- | -------------------- | ------------------ |
|             | تحالف الدول الجزرية الصغيرة                                          | ?                    | ?                  |
|             | وكالة حظر الأسلحة النووية في أمريكا اللاتينية ومنطقة البحر الكاريبي ‏ | ?                    | ?                  |
|             | الاتحاد البريدي العالمي                                              | ?                    | ?                  |
|             | يونسكو                                                               | 17 فبراير 1975       | 18 نوفمبر 1946     |
|             | البنك الدولي للإنشاء والتعمير                                        | 27 أغسطس 1975        | 8 سبتمبر 1953      |
|             | منظمة الشرطة الجنائية الدولية                                        | ?                    | ?                  |
|             | الأمم المتحدة                                                        | 17 سبتمبر 1974       | 24 أكتوبر 1945     |
|             | بنك التنمية الكاريبي ‏                                                | ?                    | ?                  |
|             | مجموعة دول أفريقيا والكاريبي والمحيط الهادئ                          | ?                    | ?                  |
|             | مؤسسة التنمية الدولية                                                | 28 أغسطس 1975        | 13 يونيو 1961      |
|             | الجماعة الكاريبية                                                    | 1 مايو 1974          | 1 يوليو 2002       |
|             | منظمة التجارة العالمية                                               | ?                    | ?                  |
|             | وكالة ضمان الاستثمار متعدد الأطراف                                   | 12 أبريل 1988        | 11 ديسمبر 1996     |
|             | الاتحاد الدولي للاتصالات                                             | 17 نوفمبر 1981       | 10 أكتوبر 1927     |
|             | مؤسسة التمويل الدولية                                                | 28 أغسطس 1975        | 20 يوليو 1956      |
|             | منظمة حظر الأسلحة الكيميائية                                         | ?                    | ?                  |
|             | المركز الدولي لتسوية المنازعات الاستشارية                            | 23 يونيو 1991        | 26 نوفمبر 2009     |

## أعلام
هذه قائمة لبعض الشخصيات التي تربطها علاقات بالبلدين:
- هنري كريستوف (سياسي هايتي، 6 أكتوبر 1767[19] – 8 أكتوبر 1820[19][20])

## وصلات خارجية
- موقع وزارة الخارجية الهايتية